# Museo de la Catedral de la Almudena

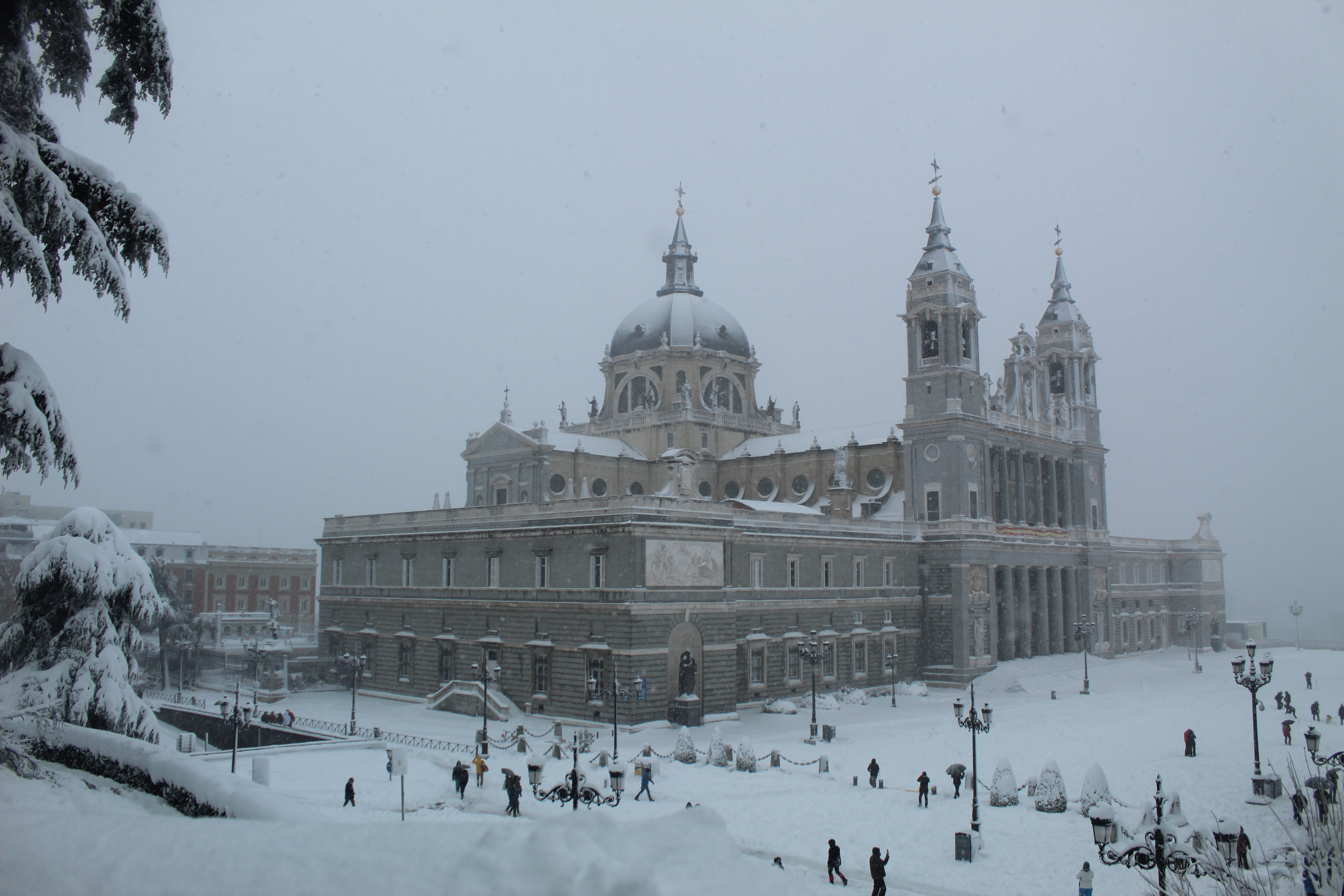
Vista general de la Catedral de la Almudena.

El Museo de la Catedral de la Almudena se ubica en Madrid, España. Actualmente su sede se sitúa en la Santa Iglesia Catedral Metropolitana de Santa María la Real de la Almudena. A lo largo de sus diversas estancias, que encontramos en el interior de la propia catedral, se nos presenta un recorrido que inicia con el origen e historia de la Catedral y que prosigue con una muestra de sus colecciones; entre las que destacamos algunos tapices con escenas del Antiguo y Nuevo Testamento, y los retratos de numerosos obispos que han regido la diócesis desde el año 1885. 

## Historia
La idea de crear un museo de la Catedral surgió en el año 2000 de la mano del Cabildo Catedral de Madrid (grupo de sacerdotes encargados de dirigir y administrar la Catedral de la Almudena), quién movido por el hecho de poder dar a conocer la historia y bienes capitulares de esta institución eclesiástica inició un proceso de reconstrucción del catálogo tomando de referencia el realizado en 1993 por los canónigos Benedicto Sánchez y José Luis Güemes. En un primer momento todos estos bienes capitulares que se poseían se encontraban en la Colegiata de San Isidro, dado que esta hizo de Catedral durante el periodo de construcción de la actual Catedral de la Almudena. Durante todo este proceso de catalogación y traslado, los encargados en llevar a cabo dicha administración se percataron de que la gran mayoría de bienes se trataban de ornamentos y orfebrería muy variada.
Tras todo ello se prosiguió con la realización de un guion catequético con el que se pretendía dar un sentido a la exposición. En su elaboración se decidió que las dos fases de la construcción del templo debían estar presentes, tanto la neo-gótica realizada por el marqués de Cubas como la de los arquitectos Sidro y Chueca; la historia y bienes de Santa María la Real de la Almudena, patrona de la Catedral también tenían que encontrarse presentes. Para poder llevar a cabo esta última se comenzó un proceso de recuperación de los bienes que aún se conservaban en la Cripta, actual parroquia de Santa María de la Almudena. Dicha parroquia fue derribada durante la Primera Revolución en el año 1868, relegándose a dos congregaciones: La Real Esclavitud y Santo Rosario Cantado, y La Corte de Honor de Santa María la Real de la Almudena. La primera de estas se haría responsable de los bienes de la Virgen, desde el siglo XVIII hasta su posterior cesión al museo. Y así poco a poco se pudo ir realizando ese guion catequético conformado por la Diócesis, el Obispo, la Patrona, San Isidro, las fases de la construcción y todo lo que está íntimamente relacionado con la liturgia y los sacramentos.

Con todo esto el museo se presenta como "una ventana abierta a la historia y vida" tanto de la Diócesis como de la Virgen de la Almudena, conformando parte inseparable de la historia de Madrid. Por ello el fin que persigue el museo es parte didáctico y parte catequético, donde mostrar al público tanto obras de arte de inmenso valor como piezas que a día de hoy siguen cumpliendo su función dentro de la liturgia.

## Sede
Como sede principal se encuentra el edificio que conforma la Catedral de la Almudena situada justo enfrente del Palacio Real de Madrid, sin embargo a esta se le añaden otra serie de estructuras adyacentes que también forman parte del recorrido del museo. Entre ellas destacamos la Cripta de la Catedral, considerada uno de los espacios más únicos de la ciudad de Madrid.

Catedral de la Almudena

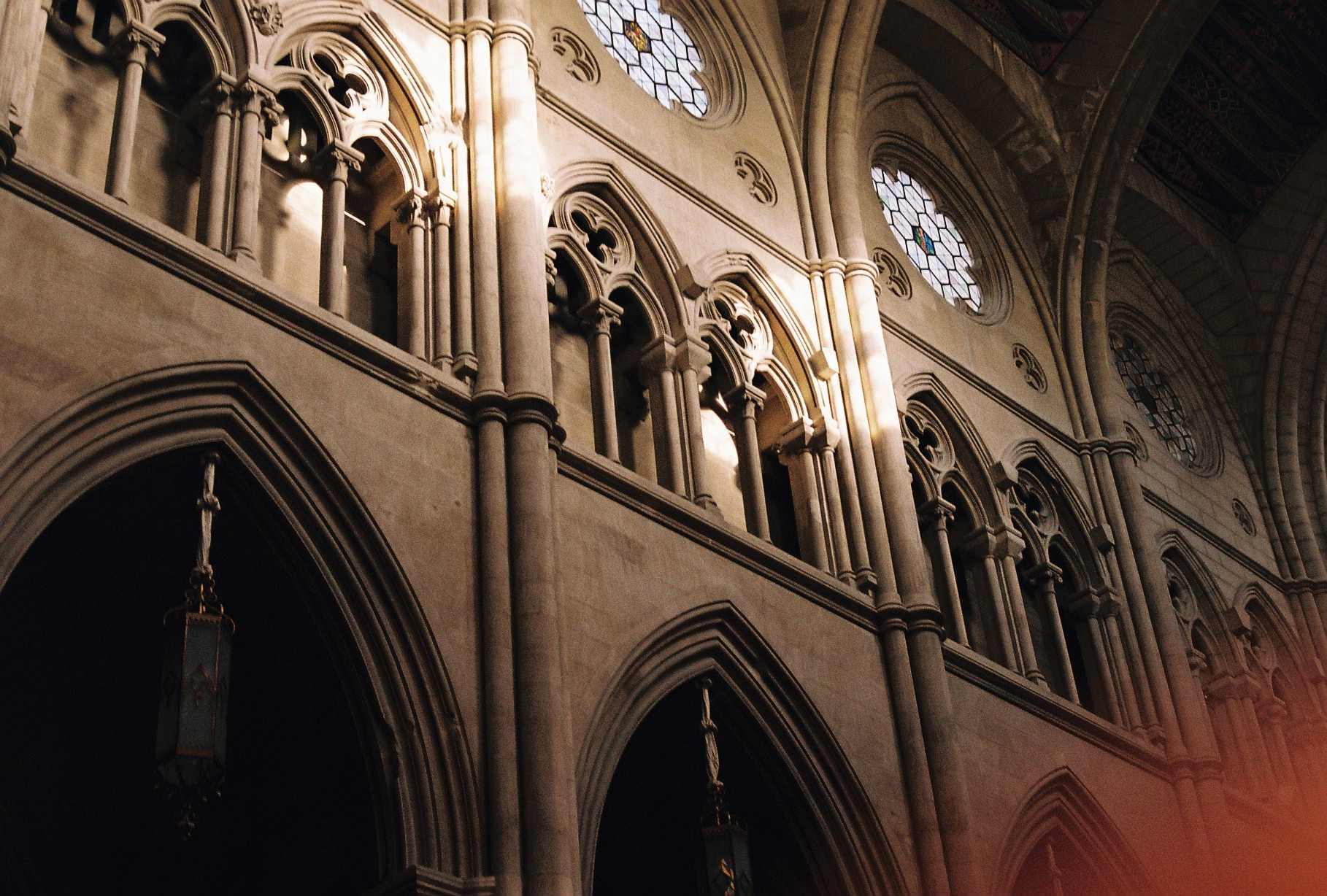
Interior Catedral de la Almudena.

También conocida como la Santa Iglesia Catedral Metropolitana de Santa María la Real de la Almudena, se trata de una catedral dedicada al culto católico. A su vez el edificio en cuestión hace de museo y sede episcopal de Madrid. Tratándose del principal templo de la Archidiócesis de Madrid, sede del arzobispado de Madrid e incluso del capítulo metropolitano, presenta unas dimensiones considerablemente monumentales; con una altura máxima de 73 metros y una longitud de 102 metros. El edificio fue construido en base a diferentes estilos arquitectónicos. Mientras que el interior presenta un estilo neogótico, el exterior fue pensado para imitar un neoclásico.

Cripta de la Almudena
Esta cripta comenzó a construirse tras haberse obtenido el permiso del arzobispado de Toledo con el que se permitía levantar una segunda iglesia a la Virgen de la Almudena. El diseño de la construcción cayó en manos del marqués de Cubas. No obstante el encargado de colocar la primera piedra fue el rey Alfonso XII en 1883. La cripta no se abriría al culto hasta el año 1911 fecha por la que aún seguía en curso la construcción de la Catedral. La construcción de la cripta se basó en un estilo prerrománico, puesto que este se trata del estilo de la época en que fue encontrada la imagen de la Virgen de la Almudena, o al menos eso se cree. El exterior de la cripta queda adornado con una triple puerta coronada por arcos de medio punto, que le dan un aspecto medieval.
Quizás la característica que más llama la atención a las personas que visitan esta cripta son las 400 columnas que se encuentran en su interior, creando la sensación de estar nadando en un mar de columnas. Algunas de estas, las que ocupan la nave central, se tratan de monolitos (piedras de una sola pieza).

## Administración
Actualmente la dirección del museo recae en manos de Jesús Junquera Prats, que es el canónigo encargado del Patrimonio Histórico y del Museo de la Catedral.

## Colecciones
El contenido que presenta la colección del Museo de la Catedral de la Almudena es de carácter diverso. Por un lado el primer espacio de la exposición viene dado por los retratos de los doce obispos que han regido la diócesis de Madrid, desde el año 1885 hasta la misma actualidad. Junto a estos encontramos también los retratos de los reyes que promovieron la construcción de la Catedral; Alfonso XII y su esposa María de las Mercedes. A esta sala le precede otra en la que encontramos una selección de las diferentes donaciones y ofrendas fruto del culto y la veneración a la Virgen de la Almudena; estas piezas cabe decir que son propiedad de la Congregación de la Real Esclavitud cedidas al museo. Dentro de esta serie de objetos destacamos el valioso códice de Juan Diácono, uno de los documentos más antiguos que se conservan acerca de la vida y los milagros de San Isidro.
En una segunda galería del museo se exponen diferentes objetos litúrgicos gracias a los cuales se pretende llevar a cabo una explicación catequética de los siete sacramentos de la Iglesia Católica.
Centrando aún más la atención en la colección del museo destacamos ciertas obras que junto al códice de San Isidro, presenta una mayor importancia artística; hablamos de la Adoración de los pastores un óleo sobre lienzo del círculo de Francesco Bayeu. La obra que pertenece al último tercio del siglo XVIII, llegó a manos del museo fruto del legado del Cardenal Ángel Suquía Goicoechea.
Otra obra de gran relevancia es el tapiz de la serie Historia de Alejandro Magno una obra propiedad de la Pontificia y Real Archicofradía Sacramental de San Pedro, San Andrés, San Isidro y de la Purísima Concepción. Se data a mediados del siglo XVII y fue realizado en el taller de Jan Leyniers en Bruselas. Destacar en la parte superior una inscripción en latín que reza ALEXANDER SUOS HORTATUR AD PRAELIUM ACIEMOS DIPONIT (Alejandro exhorta a los suyos a la batalla y prepara el ejército).
Como hemos visto la colección presenta diversos objetos litúrgicos empleados en los sacramentos, algunos de estos son, por ejemplo, la pila bautismal de mediados del siglo XIX procedente de la antigua parroquia de Santa María de la Almudena en Madrid. Se trata de un recipiente circular fabricado en barro cocido y esmaltado con vidriado de estaño. Presenta una decoración bicroma de azul cobalto y amarillo antimonio.
Como última adquisición el museo cuenta con un óleo sobre tabla de Luis de Morales, titulado La Quinta Angustia. La tabla tras su reciente adquisición fue presentada en Museo Nacional del Prado por el Cabildo de la Catedral, con motivo de exposición monográfica que la pinacoteca estatal realizó sobre Luis de Morales. La obra procede de los fondos del Palacio Arzobispal de Madrid.